# قصر علام

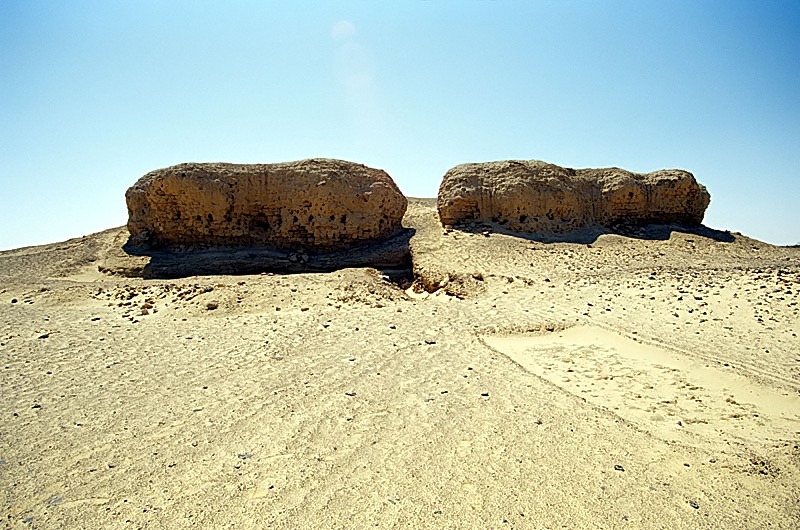
مبنى مخزن من الطوب اللبن بقصر علام

قصر علام هو موقع أثري يقع غرب مدينة الباويطي في الواحات البحرية التابعة لمحافظة الجيزة بمصر. بين عين التبنية وقارة حلوة. فيما يلي بقايا مستوطنة تعود إلى فترة متأخرة من الأسرة المصرية السادسة والعشرين (حوالي القرن السابع قبل الميلاد). من المرجح أن يكون علماء الآثار وعلماء المصريات هم مجالات الاهتمام الرئيسية لهذا الموقع.

## الاكتشاف
لفترة طويلة، كان مكعب الطوب، الذي يمكن رؤيته من بعيد، بمثابة دليل فقط في الصحراء. كان وجوده معروفًا منذ حوالي 200 عام، ولكن لم يتم التعرف على أهمية الموقع أو إساءة فهمه. وبطبيعة الحال، فإن مصليات معبد عين المفتلة أو مقابر الشخصيات رفيعة المستوى في قارة قصر سليم أو قرية الشيخ سوبي، قد نجت من الأسرة السادسة والعشرين. من الواضح أن مسألة المكان الذي يعيش فيه السكان أو مكان دفنهم أو مكان وجود مرافق الإنتاج لم تلعب أي دور.
ذكر عالم المصريات البريطاني جون غاردنر ويلكنسون (1797-1875) قصر علام، ولكن فقط على أنه «خراب غير مهم من الطوب الخام». عالم النبات الألماني بول أشرسون (1834-1913)، الذي أقام هنا عام 1876، وافق لاحقًا على أن «هذا صحيح». ذكر أشرسون أيضًا أنه حصل على تمثال برونزي لصقر (حورس) تم العثور عليه هنا، وهو الآن في يقع المتحف الملكي في برلين. كما قام عالم المصريات المصري أحمد فخري (1905-1973)، الذي أقام هنا في عام 1938/1939، بتسمية الموقع أيضًا، ولكن دون فحصه عن كثب، واعتبره حصنًا عسكريًا (رومانيًا) ضخمًا مصنوعًا من الطوب اللبن. لم يذكر أحد الأسوار التأسيسية لمستوطنة شرق مكعب الطوب النحيل مباشرة، والتي كانت مرئية بسهولة.
في عام 1999، في موقع ما يسمى بالقلعة، تم العثور على بقايا خزفية من قبل علماء من المعهد الفرنسي للآثار الشرقية، والتي يرجع تاريخها بوضوح إلى الفترة المصرية المتأخرة. يقوم المعهد الفرنسي للآثار الشرقية بالتنقيب هنا منذ عام 2002 تحت إشراف فريديريك كولن.
وظيفة مكعب طوب اللبن (القصر) بخلايا 23 غير معروفة حتى الآن. من المحتمل أن يكون مخزن حبوب مزرعة، كما هو معروف أيضًا في أماكن أخرى في دلتا النيل أو الوادي.
يمكن أن تلقي الاكتشافات بعض الضوء على الوضع. تم العثور على حفر أساس في زاويتين من المكعب يحتويان على خرزات من القيشاني الأزرق، ولوحات زرقاء (كوبالت) وطوب نموذج صغير وبقايا هيكل عظمي لحيوان. الأكثر إثارة هي الاكتشافات من المستوطنة، والتي تأتي بشكل رئيسي من الأسرة السادسة والعشرين: هناك العديد من الأختام الطينية من النوع الذي تم استخدامه أيضًا في عهد من خبر رع (الأسرة المصرية الحادية والعشرون، ابن الملك بينوزم الأول)، وهو شق حجري منقوش، إناء للنبيذ أو الماء أو ما شابه، أمفوراتان باسم حورس وأشكال مختلفة من الطين مثل ثلاث شخصيات خصوبة إناث وعدة حيوانات، بما في ذلك جبل قد يمثل الجمل. تشير الأختام الطينية، التي تتمتع كتاباتها بوظيفة وقائية، إلى أنه لا بد من وجود هيكل إنتاجي وإداري من نوع ما هنا. لا تكفي نقوش حورس وحدها لإثبات وجود إدارة دينية.
كما أنه لم يُعرف بعد كيف ارتبطت هذه المدينة التخزينية والإدارية بمؤسسات (دينية) أخرى في منطقة الباويطي.

## المعالم

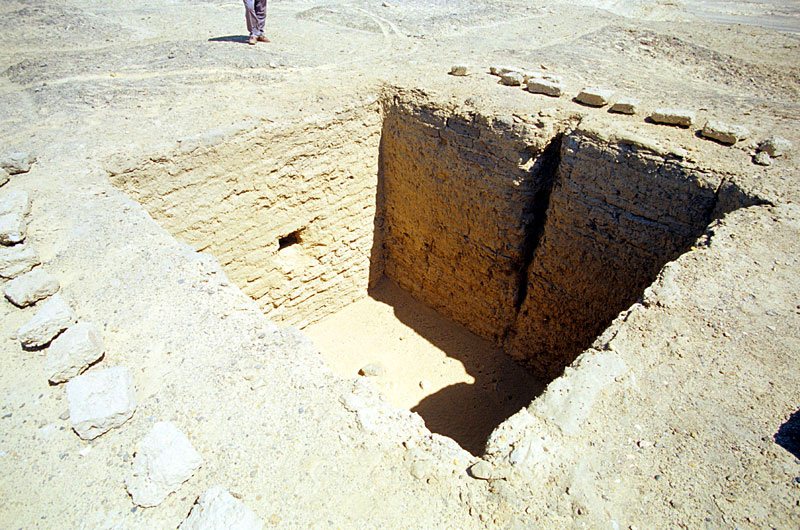
مساحة في مبنى التخزين

يمكن رؤية مبنى التخزين بطول 40 مترًا (شمال - جنوب) وعرض 28 مترًا، ويبلغ ارتفاعه حوالي 4 أمتار، من بعيد. كان يحتوي على 23 غرفة تشبه الزنزانات، تم الكشف عن إحداها حتى الآن. كانت الغرف مغطاة بشكل أساسي بالرمال الطافية، لكن الحفريات أظهرت أنه بعد التخلي عن المستوطنة، تم استخدام الغرف بشكل ثانوي لدفن الناس والحيوانات. تم العثور على حفر الأساس في الشمال الشرقي والجنوب الغربي.
تم بناء حصن الذاكرة مباشرة على سلسلة من التلال الصخرية. كان الجزء السفلي من المبنى محميًا بطبقة سميكة من الحجارة الصغيرة وقطع الفخار من الأسرة السادسة والعشرين.
إلى الشرق من قلعة جراناري توجد مستوطنة تغطي مساحة حوالي 70 (شمال - غرب) × 33 مترًا. لا يزال من الممكن إنشاء الجدران التأسيسية المبنية من الطوب اللبن في العديد من المباني، ولا تزال بعض الجدران يصل ارتفاعها إلى أكثر من مترين. بعض المباني بها غرف تخزين. تم العثور على بقايا المواقد وقوالب الخبز في الأفنية.
توجد مقبرة صغيرة على بعد 250 متر جنوب المستوطنة.